# Puente Newton Navarro
El Puente Newton Navarro es uno de los más altos puente atirantado de Brasil, ubicado en la ciudad de Natal, capital del estado brasileño de Rio Grande do Norte. Es capaz de conectar los distritos del Distrito Norte de la ciudad y los condados de la costa norte del estado de la Zona Sur de los barrios de la ciudad y en otras partes de la ciudad a través del Río Potengi.
El objetivo principal es la limpieza de tráfico desde el puente de Igapó, mejorar el acceso al futuro aeropuerto internacional de Sao Goncalo do Amarante y las nuevas empresas que ha sido la instalación en la zona norte, y facilitar y aumentar el flujo de turistas en la costa norte.
Su nombre rinde homenaje a Newton Navarro, un importante artista local.
El diseñador del puente fue el ingeniero italiano Mario de Miranda.
- Datos: Q1143597
- Multimedia: Newton Navarro Bridge / Q1143597